# Волшебный хлеб

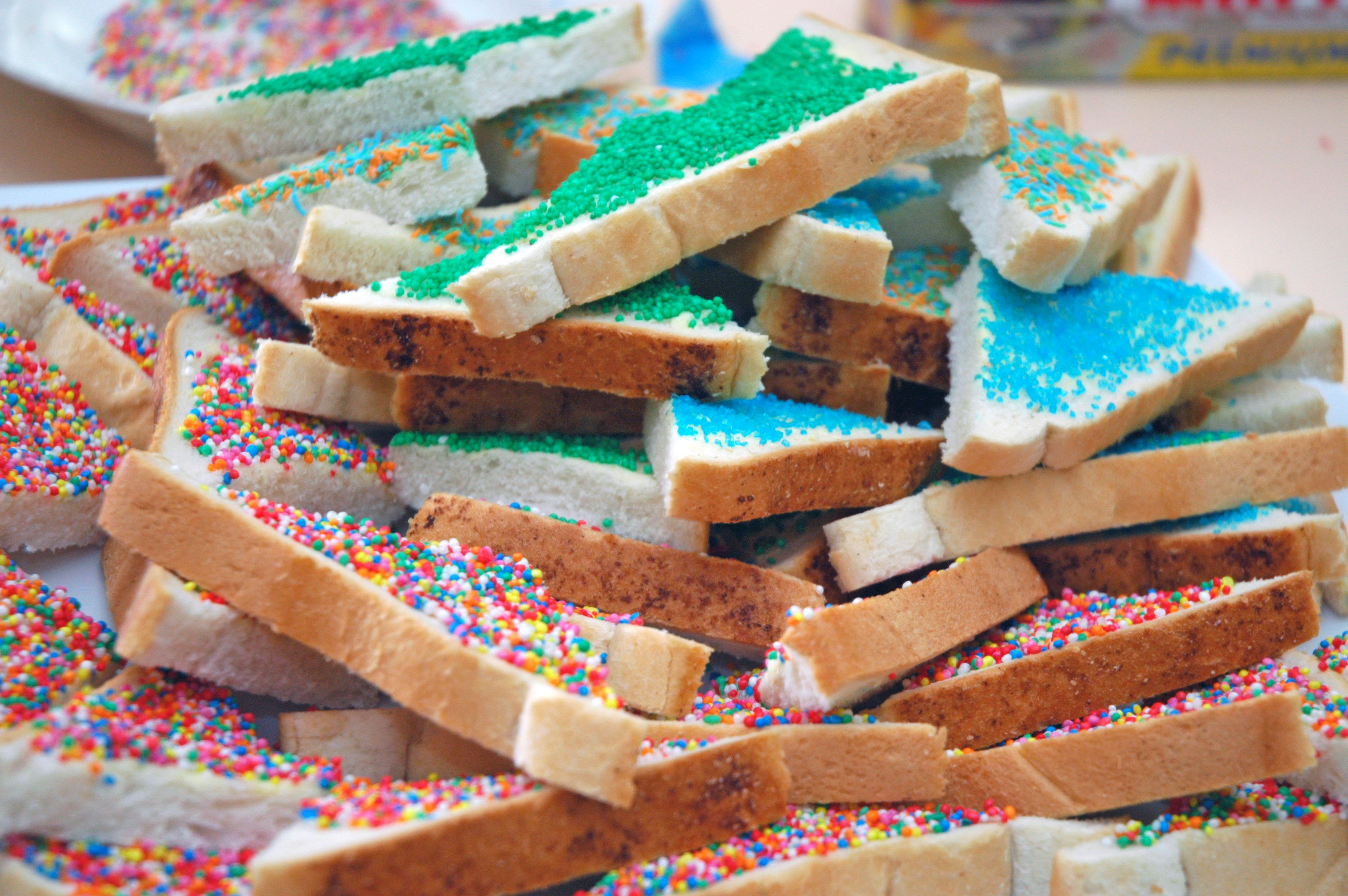
Fairy bread

Волшебный хлеб (альтернативный перевод — эльфийский хлеб, англ. Fairy Bread) — кондитерское изделие австралийской кухни, треугольные ломтики белого хлеба треугольной формы, намазанные сливочным маслом и посыпанные цветной сахарной посыпкой. Подаётся на детских праздниках. 
Австралийский национальный словарный центр указывает, что название возможно заимствовано от одноимённого стихотворения «Fairy Bread» из романа Роберта Льюиса Стивенсона «Детский сад стихов», опубликованного в 1885 году.
Обычно такой хлеб подают по особым случаям (например, день рождения ребёнка): он считается специфически австралийским блюдом.